# Tokida Masato
Tokida Masato (常田 克人 Tokida Masato, sinh ngày 27 tháng 11 năm 1997) là một cầu thủ bóng đá người Nhật Bản. Anh thi đấu cho Vegalta Sendai.

## Sự nghiệp
Tokida Masato gia nhập câu lạc bộ tại J1 League Vegalta Sendai năm 2016. Ngày 15 tháng 3 năm 2017, anh ra mắt ở J.League Cup (v FC Tokyo). In tháng 8, anh chuyển đến Oita Trinita.